# Schloss Grambschütz

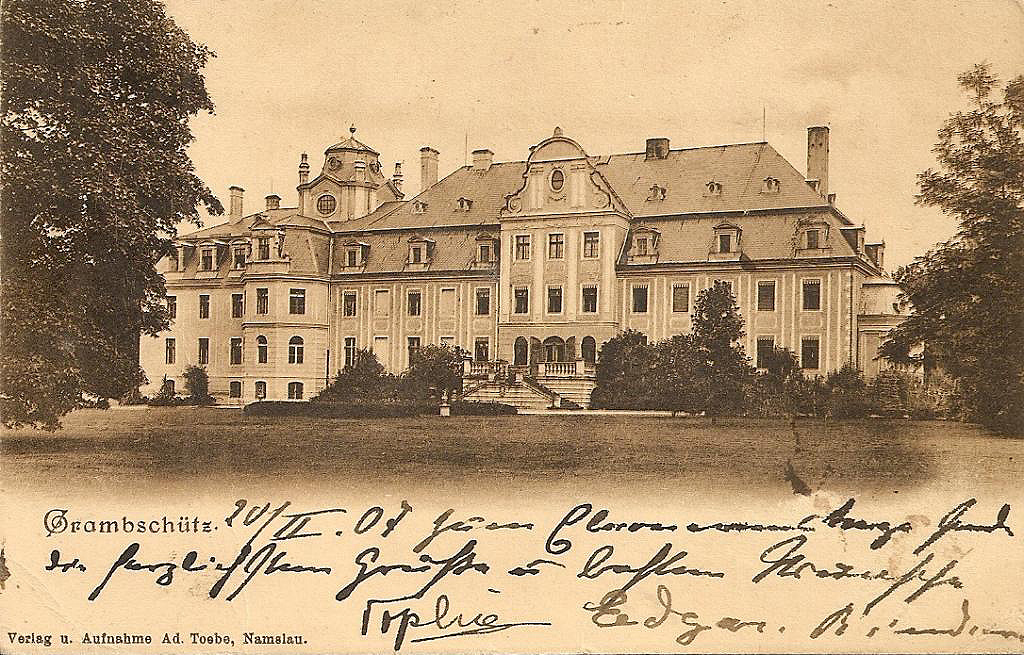
Schloss Grambschütz um 1905

Das Schloss Grambschütz (polnisch Pałac Gręboszów) ist eine ehemalige Schlossanlage in Gręboszów (deutsch Grambschütz) im Powiat Namysłowski der Woiwodschaft Oppeln in Polen.

## Geschichte

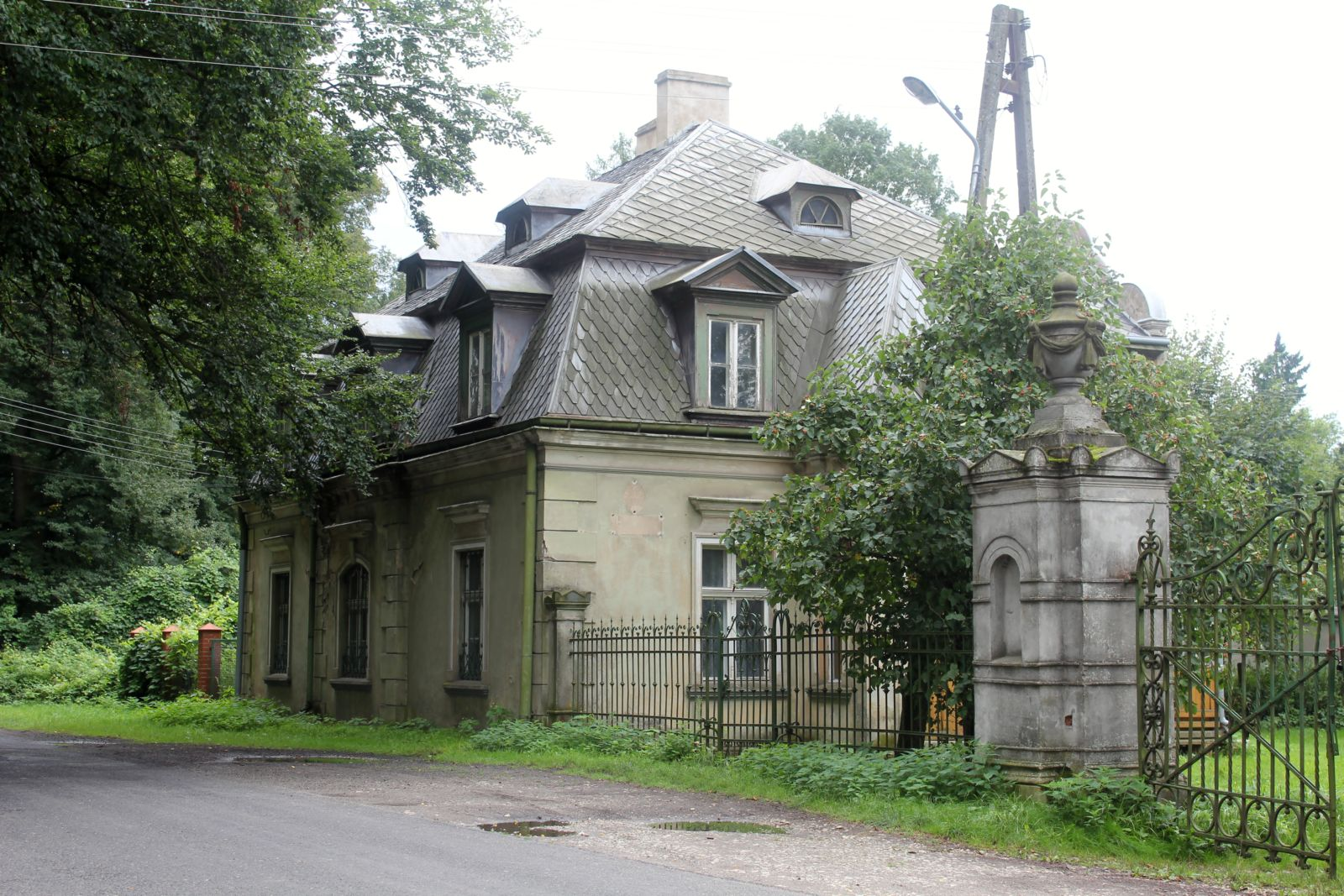
Erhaltenes Gutsgebäude

Das Schloss entstand zwischen 1782 und 1784 im Stil des Barock, für die Familie von Prittwitz, im Auftrag des Justizrates Hans Moritz von Prittwitz. 1789 wurde das Schloss mit Gutshof an den Grafen Gustav Adolf Henckel von Donnersmarck verkauft. Namhafte Bewohner des Herrensitzes waren Johann-Nepomuk Graf Henckel von Donnersmarck (1792–1859), liiert mit der Erbfrau Lorette Gräfin Henckel von Donnersmarck-Beuthen und dann ihr Sohn, der Diplomat Lazarus Henckel von Donnersmarck (1817–1887), er war aktiver Kirchenpatron, Rechtsritter des Johanniterordens und blieb unvermählt. Ihm folgte der Neffe Johannes Edgar Henckel von Donnersmarck (1861–1911), verheiratet mit Sophie Gräfin zu Stolberg-Stolberg-Brauna (1874–1945). Bis 1945 war die Familie Henckel von Donnersmarck Besitzer des Schlosses. Letzter Eigentümer, vorab im Minorat, wurde Georg Graf Henckel von Donnersmarck.
1902/1903 wurde der Schlossbau um- und ausgebaut und zugleich der Westflügel angebaut. Beim Einmarsch der Roten Armee im Ort wurde das Schloss niedergebrannt. Dabei ging ebenfalls die 20.000-bändige Bibliothek in Flammen auf. Die Reste des Schlosses wurden 1948/49 abgetragen. Fundamente und die Kellerräume haben sich erhalten.
Von dem ehemaligen Vorwerk des Schlosses haben sich zwei klassizistische Tore, ein Wachhaus, Wirtschaftsgebäude und ein Landschaftspark erhalten. Die Gutsgebäude stehen seit 1966 unter Denkmalschutz.

## Architektur
Das Schloss entstand im Stil des Barock. Das zweigeschossige Gebäude besaß einen dreigeschossigen Mittelrisalit.

## Schlosspark
Angrenzend liegt der Schlosspark mit einer Größe von acht Hektar und über 60 verschiedenen exotischen Baumarten. Drei Bäume besitzen den Status eines Naturdenkmals, zwei Stieleichen und eine Winterlinde. Ursprünglich bestand im Park ein Griechischer Tempel aus dem Jahr 1800 sowie ein chinesischer Pavillon. Der Park steht seit 1984 unter Denkmalschutz.